# Sérgio Sette Câmara
Sérgio Santos Sette Câmara Filho, mais conhecido como Sérgio Sette Câmara (Belo Horizonte, 23 de maio de 1998), é um automobilista brasileiro que atualmente é piloto de testes da Nissan Formula E Team. Entre 2021 e 2024, ele competiu na Fórmula E pelas equipes GEOX Dragon, NIO 333 Racing e ERT Formula E Team. Sette Câmara é ex-membro do time de jovens pilotos da Red Bull.

## Biografia
Sérgio Santos Sette Câmara Filho é mineiro de Belo Horizonte, sendo filho de Cinthia Vilela com Sérgio Sette Câmara, advogado, empresário, político e antigo presidente do clube Atlético Mineiro. O próprio piloto é um torcedor do clube, tendo homenageado com um capacete especial durante uma de suas corridas da Fórmula E no Brasil. Serginho, como é carinhosamente chamado, possui duas irmãs: Helena, que é advogada, e Natália. Ele estudou na Escola Americana de Belo Horizonte, é fluente em inglês, e também fala italiano e espanhol.
Sérgio possui um projeto social para ajudar crianças carentes a terem aulas teóricas e práticas de kart, intitulado "Automobilismo Educacional". Em entrevistas, ele revelou ter "o sonho de revelar um grande talento".

## Carreira

### Kart
Sérgio Sette Câmara competiu no kart por sete anos, entre 2007 e 2014, tendo participado de campeonatos estaduais, nacionais e internacionais, sendo campeão mineiro em 2009, campeão da Copa Brasil de Kart nas categorias Cadete em 2010 e Júnior Menor em 2011, campeão do Mundial de Kart X30 World em 2012, vice-campeão brasileiro e campeão da Fórmula Minas de Kart de 2013.
Ele já participou de várias edições das 500 Milhas de Kart, tendo vencido em 2019 juntamente com Enzo Bortoleto, Gabriel Bortoleto, João Cunha, Antônio Junqueira, Guilherme Salas e Alessandro Giardelli, e em 2023, num time que também contou com as presenças de Felipe Drugovich, Caio Collet, Clément Novalak e Enzo Bortoleto.

### Fórmula 3

#### 2014
Depois de completar 16 anos, Sérgio estava apto a competir no campeonato nacional F3 (Classe A) no Brasil e fez sua estreia na quarta rodada no Autódromo de Interlagos. Apesar de não conseguir igualar o companheiro Pedro Piquet, terminou o ano em sétimo.
Ele também fez a sua estreia no Europeu de Fórmula 3 na segunda rodada disputada em Ímola, dirigindo para EuroInternational. Conduzindo como piloto convidado e inelegível para pontos de campeonato, Sérgio terminou em 14º, 20º e 21º, respectivamente, nas três corridas do fim de semana.

#### 2015

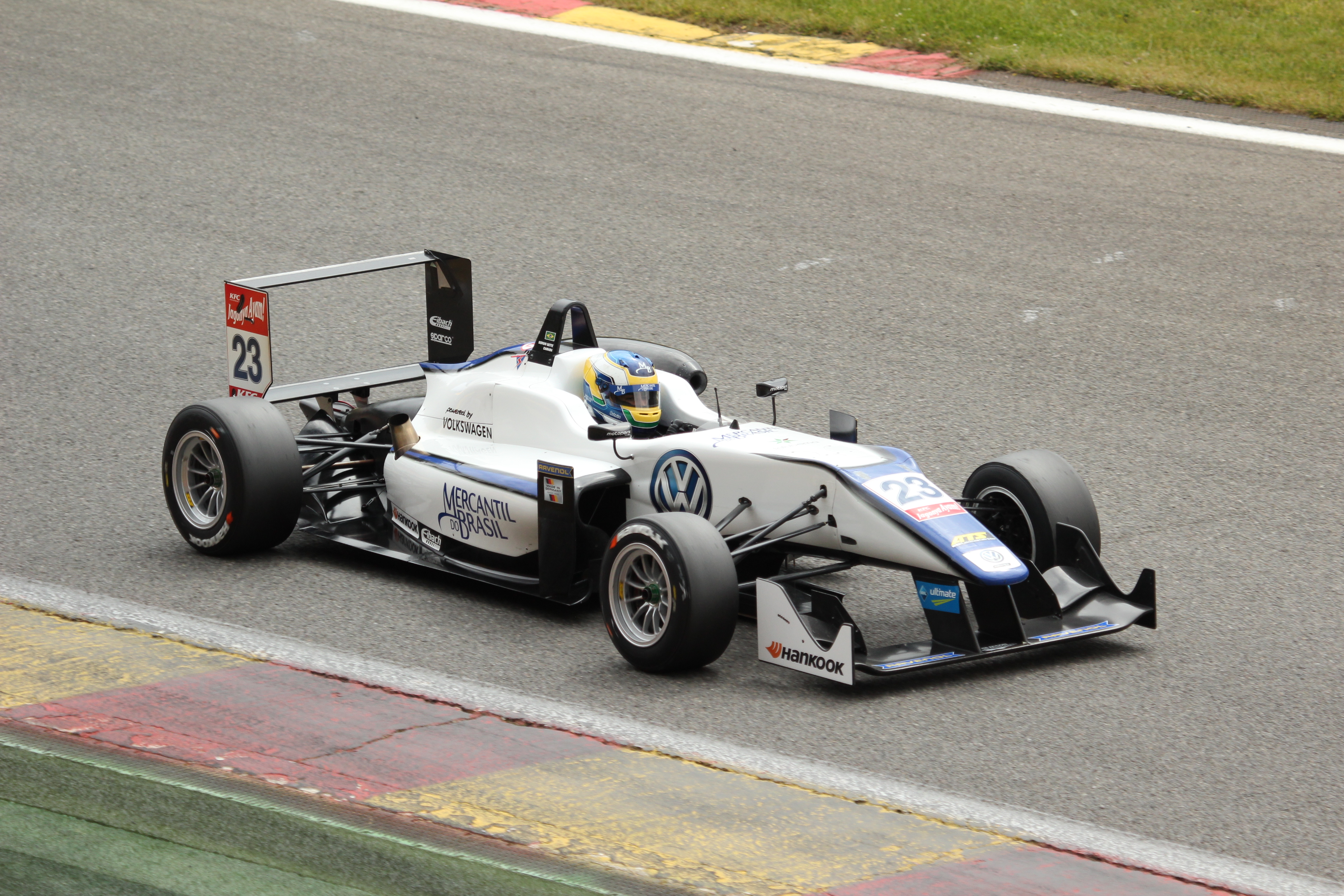
Sette Câmara durante a etapa de Spa-Francorchamps da F3.

Depois de uma aparição única no ano anterior, Sérgio fez sua estreia em tempo integral para a temporada de 2015 do campeonato europeu, dirigindo para Motopark. Depois de um começo bastante decepcionante para a temporada, a sua sorte voltou-se para melhor em Spa-Francorchamps, onde conseguiu o seu primeiro pódio na Europa, onde terminou em terceiro lugar. Depois dessa corrida, Sérgio passou a marcar mais consistentemente do que não enquanto alcançava outro terceiro lugar no Red Bull Ring e terminou 14º no campeonato com 57,5 pontos ao lado de seu nome.
Masters de Fórmula 3
A reunião anual em Zandvoort para o evento Masters de Fórmula 3 foi um sucesso para a Sette Câmara, empacotando uma pole position para a corrida de qualificação. Nessa corrida, terminou em terceiro lugar e também terminou em terceiro na corrida principal.
Grande Prêmio de Macau
Outra reunião anual para pilotos de Fórmula 3, desta vez em Macau, um circuito que Sette Câmara não havia competido antes. Seu fim de semana começou bem pela qualificação em sétimo, um resultado bom para um novato. Na corrida de qualificação, ele melhorou uma posição para terminar no sexto lugar. Na corrida principal, ele teve problemas antes de terminar em 22º, último dos corredores e dois minutos do eventual vencedor Felix Rosenqvist. Apesar do resultado decepcionante, Sette Câmara registrou a volta mais rápida da corrida, que não só foi mais de 1,5 segundos mais rápido do que a sua volta de qualificação mais rápida, mas agora é também o recorde absoluto para o circuito do Grande Prêmio de Macau.

#### 2016
Retornando com Motopark para uma segunda temporada, agora parte do time de jovens pilotos da Red Bull, e tendo como seus companheiros Joel Eriksson, Niko Kari e Zhou Guanyu, a temporada de 2016 para Sérgio começou com um fim de semana esboçado no Circuito Paul Ricard, mas a partir Hungaroring em diante, Sérgio começou a ter bons resultados Consistentemente terminando na zona de pontuação, incluindo pódios em Pau e Red Bull Ring. Infelizmente, a segunda metade da temporada de Sérgio não teve sorte: teve tantas classificações de posições de alto escalão, incluindo uma pole position, levadas para longe devido a penalidades no grid de largada e sofreu outros problemas, incluindo um drive through ao correr no segundo lugar em Hockenheim, também. Ele terminou em 11º no campeonato no final da temporada, mas isso não justificou o ritmo que ele teve todo o ano. No duelo com seus companheiros de equipe, Sette Câmara só superou Zhou, que ficou em 13º, enquanto Eriksson foi o 5º e Kari foi o 10º.
Masters de Fórmula 3
Como o evento do ano anterior, Sette Câmara teve sucesso no evento de Zandvoort. Depois de se classificar em sétimo para a corrida de qualificação, terminou em quinto na corrida e depois na corrida principal, Sette Câmara terminou no terceiro lugar.

### Toyota Racing Series
Sérgio fez sua estreia na Toyota Racing Series em 2015 depois de substituir Dzhon Simonyan em Taupo. Terminou a temporada com 199 pontos em um vigésimo lugar na classificação geral.

### Fórmula 2

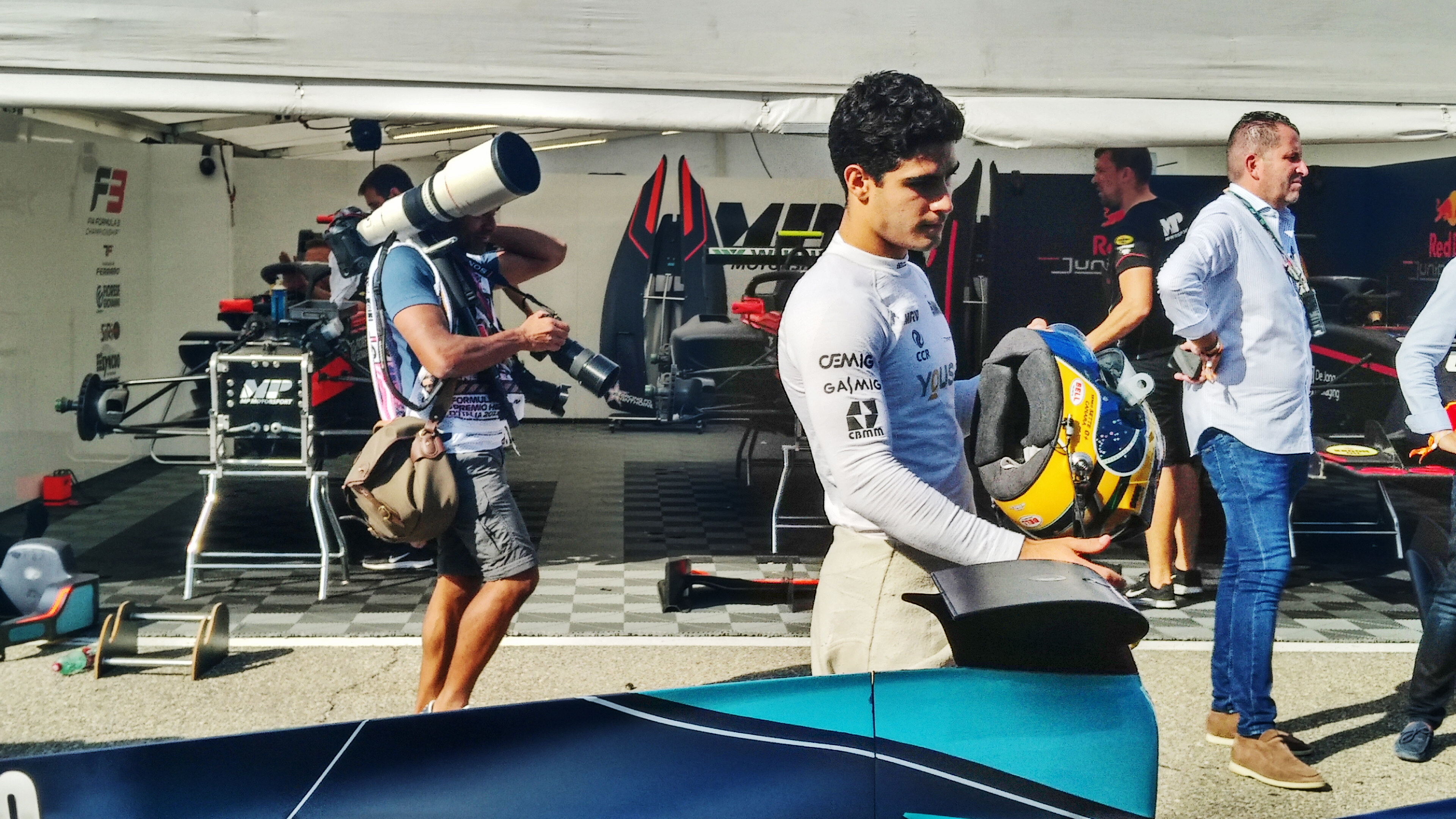
Sette Câmara na Itália como piloto da Fórmula 2

Em 2017, Sérgio fez sua estreia no Campeonato de Fórmula 2 da FIA, a principal categoria de acesso à Fórmula 1, correndo pela MP Motorsport ao lado do britânico Jordan King, que vinha de duas temporadas na GP2. A contratação veio após uma excelente performance de Sette Câmara no Grande Prêmio de Macau de 2016, em que, correndo pela Carlin, conquistou a terceira posição (com os veteranos António Félix da Costa e Felix Rosenqvist à frente) e em meio a rumores sobre sua saída do programa de pilotos da Red Bull.

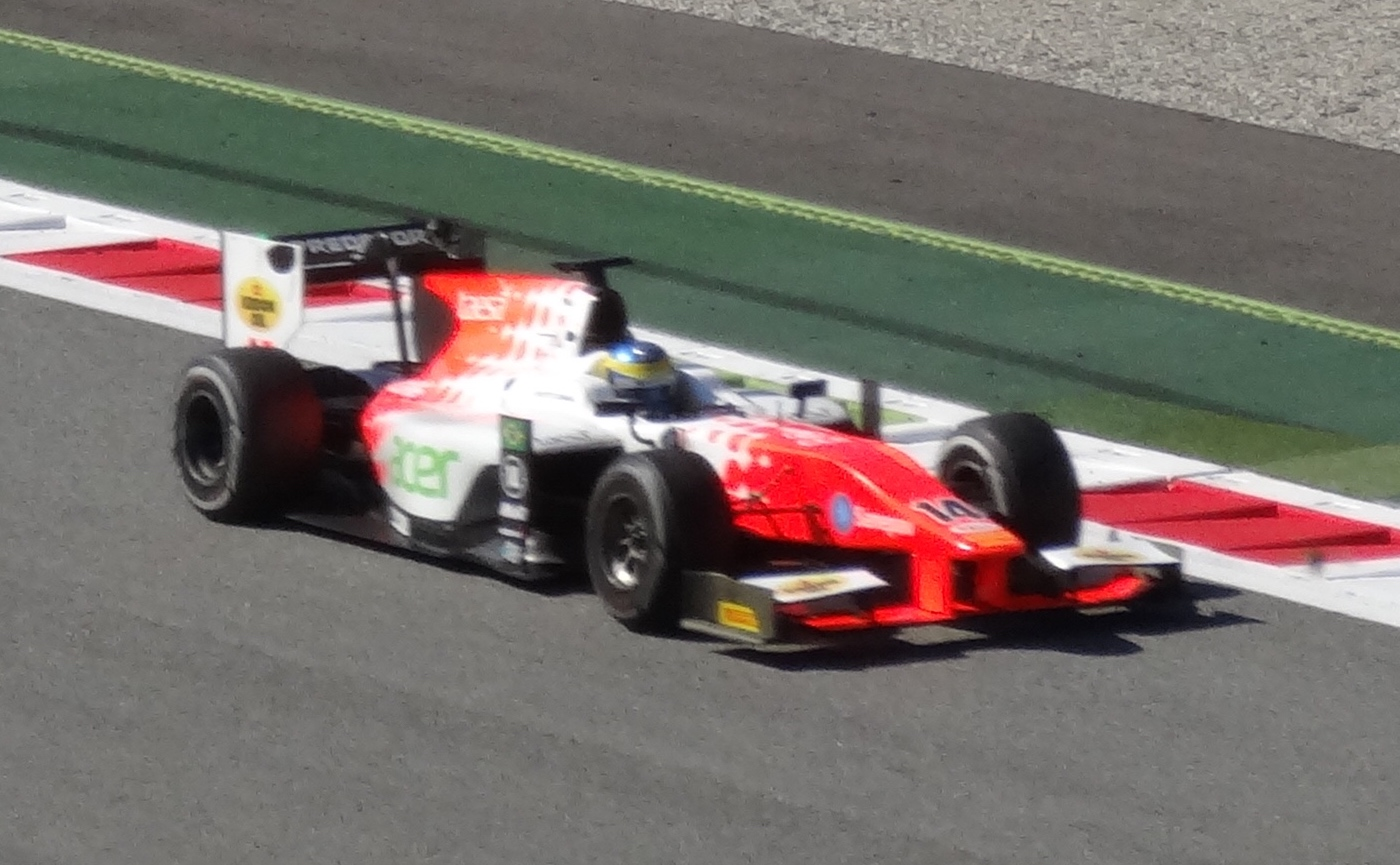
Sette Câmara em Monza em 2017

Após um início abaixo das expectativas, com Sette Câmara sem conseguir pontuar nas primeiras sete rodadas, o mineiro conseguiu sua primeira vitória na corrida 2 de Spa-Francorchamps, com mais um pódio vindo com o segundo lugar na corrida 2 de Monza. Ao final da temporada, Sette Câmara conseguiu juntar 47 pontos, sendo o 12º colocado, uma posição abaixo de King, que foi bem mais consistente e fez 15 pontos a mais que ele.

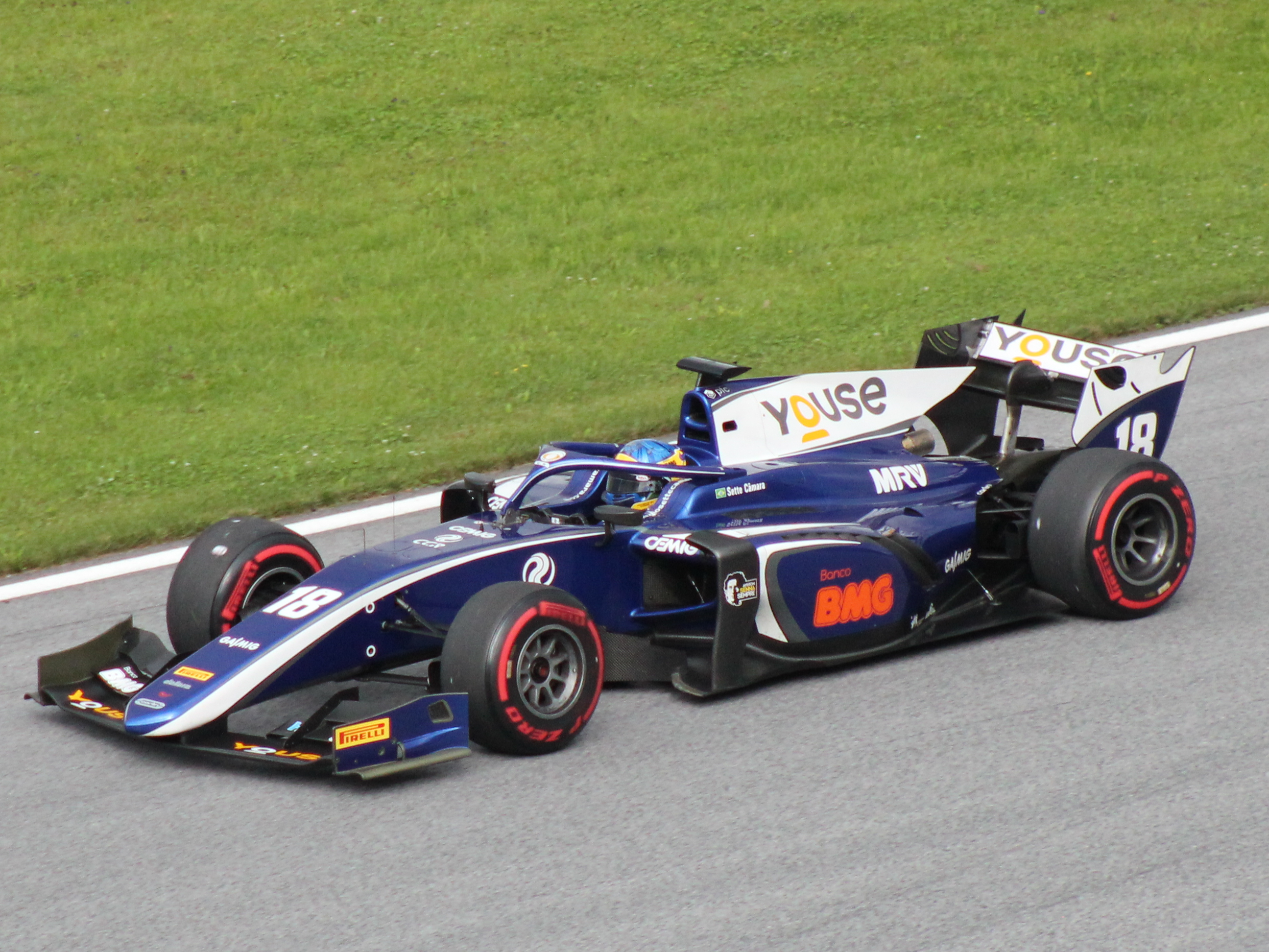
Sette Câmara pilotando a Carlin na Áustria em 2018

Para a temporada de 2018, Sette Câmara se transferiu para a Carlin, tendo mais um britânico como companheiro: Lando Norris, que era sensação desde as categorias de base e vinha de um título na Fórmula 3 Europeia. O brasileiro não conseguiu vencer nessa temporada, embora tenha feito sua primeira pole na Hungria, anotado oito pódios e ajudado a Carlin a ser campeã de construtores, somando 164 pontos no campeonato. Mas seus resultados não foram suficientes para brigar pelo título, já que Sette Câmara foi apenas o sexto colocado, enquanto Norris foi vice e fez 55 pontos a mais que o brasileiro, sendo superado apenas por seu compatriota George Russell, que dominou a temporada.

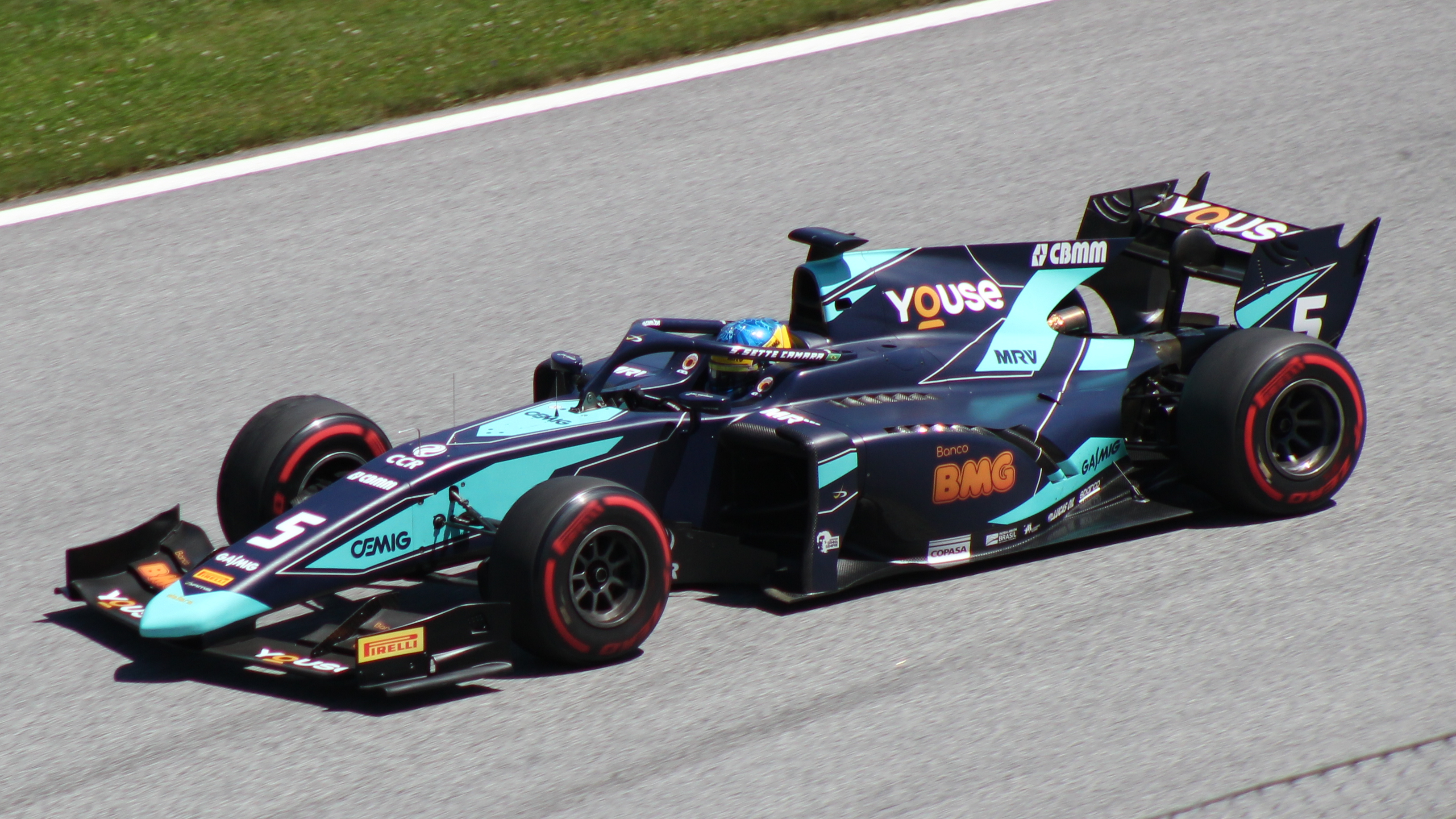
Sette Câmara no Red Bull Ring em 2019

Para a disputa da temporada de 2019, Sérgio se juntou à DAMS, correndo ao lado do canadense Nicholas Latifi, que estava em seu terceiro ano com essa equipe. Em um ano marcado positivamente pelo amplo domínio do experiente neerlandês Nyck de Vries, e negativamente pela trágica morte do estreante francês Anthoine Hubert na rodada da Bélgica, o brasileiro conseguiu se superar, fazendo duas poles, vencendo a corrida curta da Áustria e a corrida principal de Yas Marina, e mais seis pódios, ficando com 204 pontos, a quarta posição e alcançando seu principal objetivo, que era de ter pontos suficientes para obter a superlicença FIA. Porém, o mineiro foi novamente superado por seu companheiro de equipe, pois Latifi foi vice-campeão com dez pontos de vantagem para Sette Câmara.

### Fórmula 1

#### Red Bull Junior Team e Toro Rosso

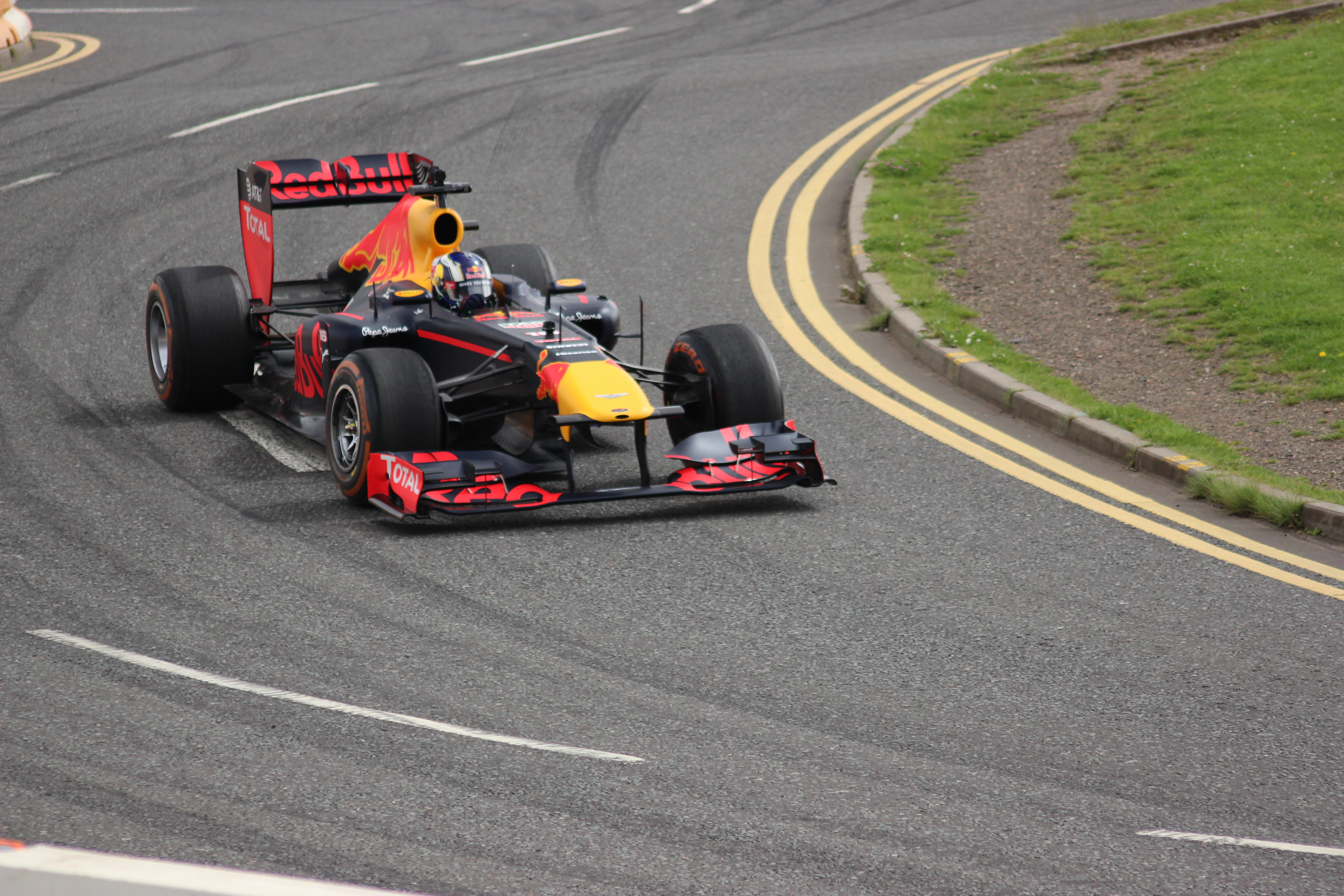
Sette Câmara guiando o Red Bull RB7 num festival em Glasgow

Depois de um ano difícil na F3, mas surpreendente em 2015 e por seu ritmo muito convincente nos eventos Masters of F3 e Grande Prêmio de Macau nesse mesmo ano, a Red Bull adquiriu seus serviços assinando-o com a Red Bull Junior Team.
Depois de guiar pela primeira vez um Fórmula 1 durante uma demonstração executada em Motorland Aragón, ele fez sua estreia num teste oficial com a Toro Rosso após o Grande Prêmio da Grã-Bretanha no Circuito de Silverstone. Mas seus resultados na F3 Europeia o fizeram ser dispensado ao final daquele ano.
A saída de Felipe Massa da Fórmula 1 em 2017 e a subsequente ausência de pilotos brasileiros na categoria fizeram com que a imprensa aumentasse o foco em Sette Câmara, que passou a ser visto como o piloto mais próximo de levar o Brasil de volta à categoria. Apesar de ter o sonho de chegar à F1, Sette Câmara afirmou em entrevista ao Globo Esporte que as pressões da mídia e da torcida não o afetavam, enfatizando que sua carreira era mais "artesanal" e que ele corria profissionalmente porque gostava.

#### Piloto de testes da McLaren
No dia 6 de novembro de 2018, foi confirmado como piloto reserva da McLaren para a temporada de 2019 da Fórmula 1. Em 30 de novembro de 2019, a equipe britânica confirmou que Sette Câmara continuaria no cargo na temporada de 2020, porém no início de março de 2020, o piloto anunciou sua saída da McLaren.

#### Retorno para a Red Bull
Após sua saída da McLaren, Sette Câmara retorna para o programa de jovens pilotos da Red Bull para ser piloto reserva e teste das equipes de Fórmula 1 AlphaTauri e Red Bull na temporada de 2020. O plano era que Sette Câmara se aprimorasse disputando a Super Fórmula Japonesa daquele ano, mas a pandemia de Covid-19 o impediu de fazer a temporada completa, e em outubro, Sébastien Buemi o substituiu nas funções de reserva. Seu contrato não foi renovado no final de 2020, e Sette Câmara decidiu focar totalmente na Fórmula E.

### Fórmula E

#### Dragon
Em fevereiro de 2020, Sette Câmara, juntamente com Joel Eriksson, ex-companheiro de equipe na Fórmula 3 Europeia, juntou-se à equipe de Fórmula E da Dragon Racing como piloto reserva e participante do teste para novatos realizado no mês de março em Marraquexe. No teste, ele marcou o segundo tempo mais rápido do dia, atrás de Nick Cassidy, participante da Envision Virgin Racing.
Em julho de 2020, após a saída de Brendon Hartley da equipe, que desejava voltar para sua vitoriosa carreira nas corridas de resistência, a Dragon promoveu Sette Câmara como piloto titular para disputar as seis corridas finais da temporada em Berlim no carro 6, sendo parceiro do suíço Nico Müller. O mineiro não pontuou em nenhuma etapa e seu melhor resultado foi um décimo sétimo lugar na corrida 2 de Berlim.

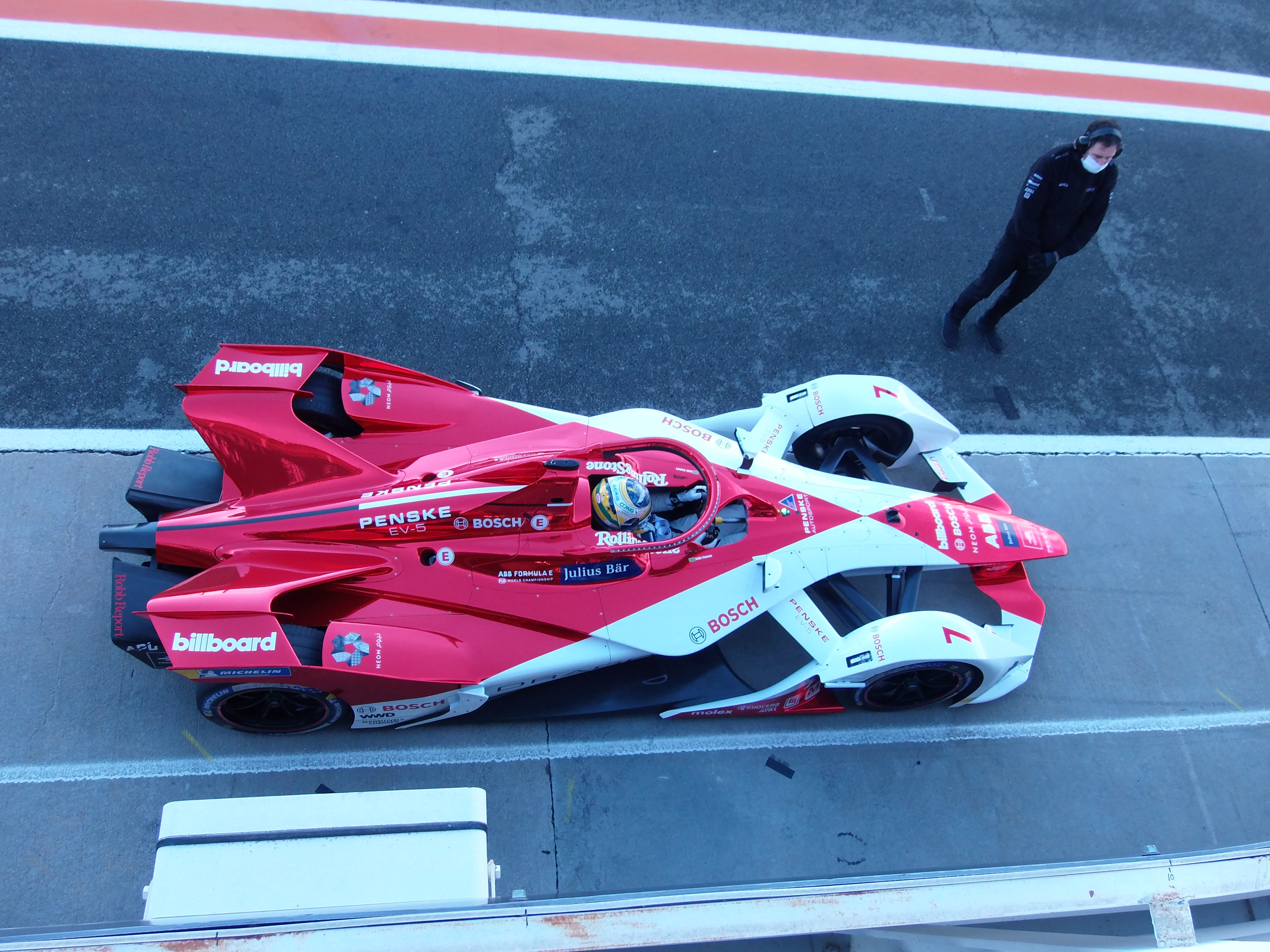
Sette Câmara no carro da Dragon Penske em 2021

Ele permaneceu na equipe para a disputa da temporada de 2020–21, assumindo o carro de número 7 e vendo Müller ser substituído por Eriksson a partir da oitava rodada. Nessa temporada, Sette Câmara teve a sua primeira largada na primeira fila, no ePrix de Daria de 2021, no qual foi o quarto colocado na corrida 2, sendo este o seu melhor resultado até então. Sette Câmara só pontuou de novo com o oitavo lugar na corrida 2 de Londres, finalizando o ano em vigésimo segundo, com 16 pontos.
Para a temporada 2021–22, Sérgio ganhou a companhia do italiano Antonio Giovinazzi, recém-chegado da F1. O brasileiro só pontuou na corrida 2 de Londres, com um nono lugar, o que lhe rendeu o vigésimo posto no campeonato de pilotos, com dois pontos somados. Ainda assim, ele foi muito superior a Giovinazzi, que não conseguiu se adaptar à F-E, abandonou mais da metade das corridas que disputou e ficou entre os últimos nas que concluiu, deixando de participar da que encerrou a temporada por conta de uma lesão na mão.

#### NIO 333

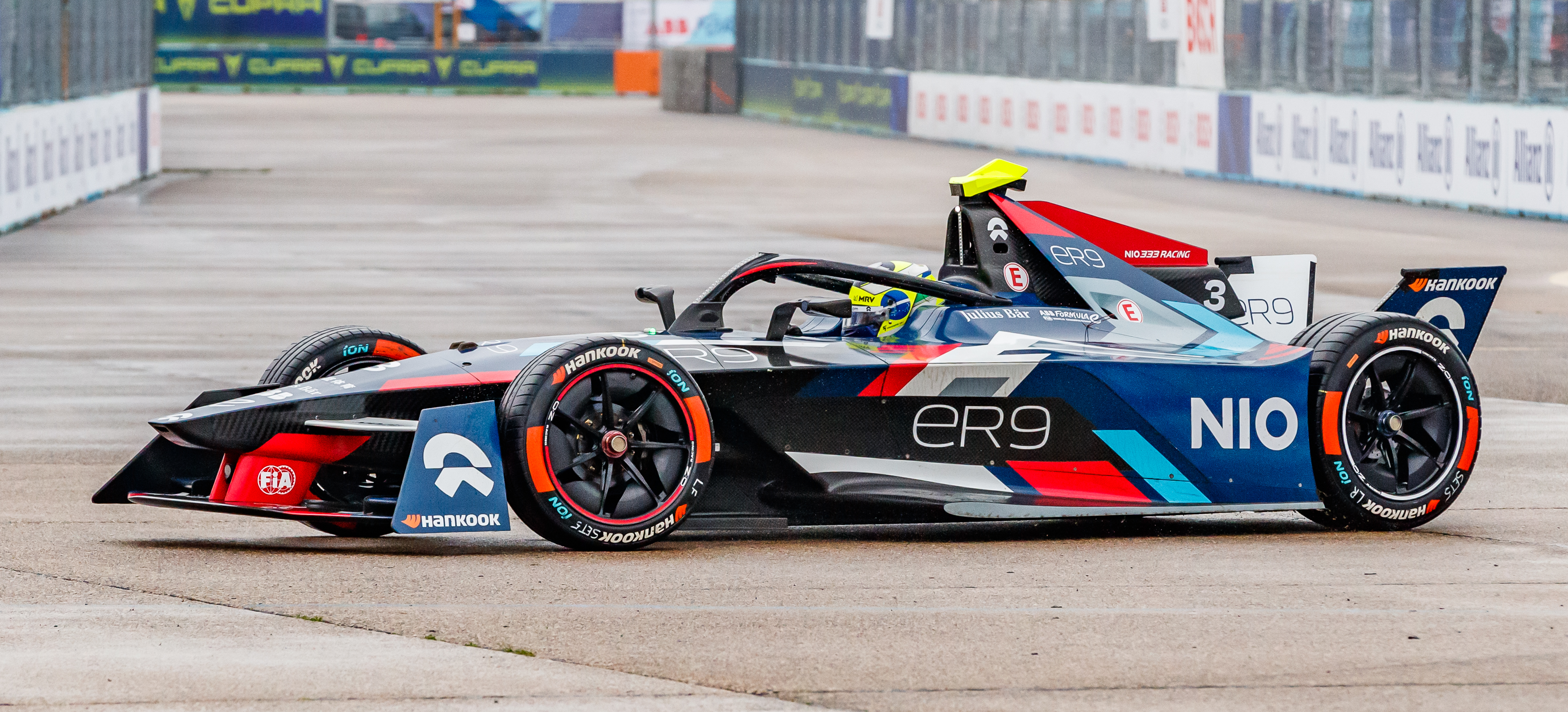
Sette Câmara guiando o carro nº 3 da NIO 333 Racing em 2023

Em 14 de setembro de 2022, foi anunciada a sua contratação pela equipe NIO 333 Racing para a disputa da temporada de 2022–23, assumindo o carro número 3 que era guiado por Oliver Turvey e se juntando ao britânico ex-Red Bull Junior Team e duas vezes vencedor do GP de Macau Dan Ticktum. O melhor resultado do mineiro no ano foi o quinto lugar em Haiderabade, e ele só pontuou de novo com o oitavo lugar na corrida 1 de Roma, voltando a ser o vigésimo, mas com 14 pontos. No entanto, Ticktum ficou três posições acima dele e fez o dobro de sua pontuação.

#### ERT

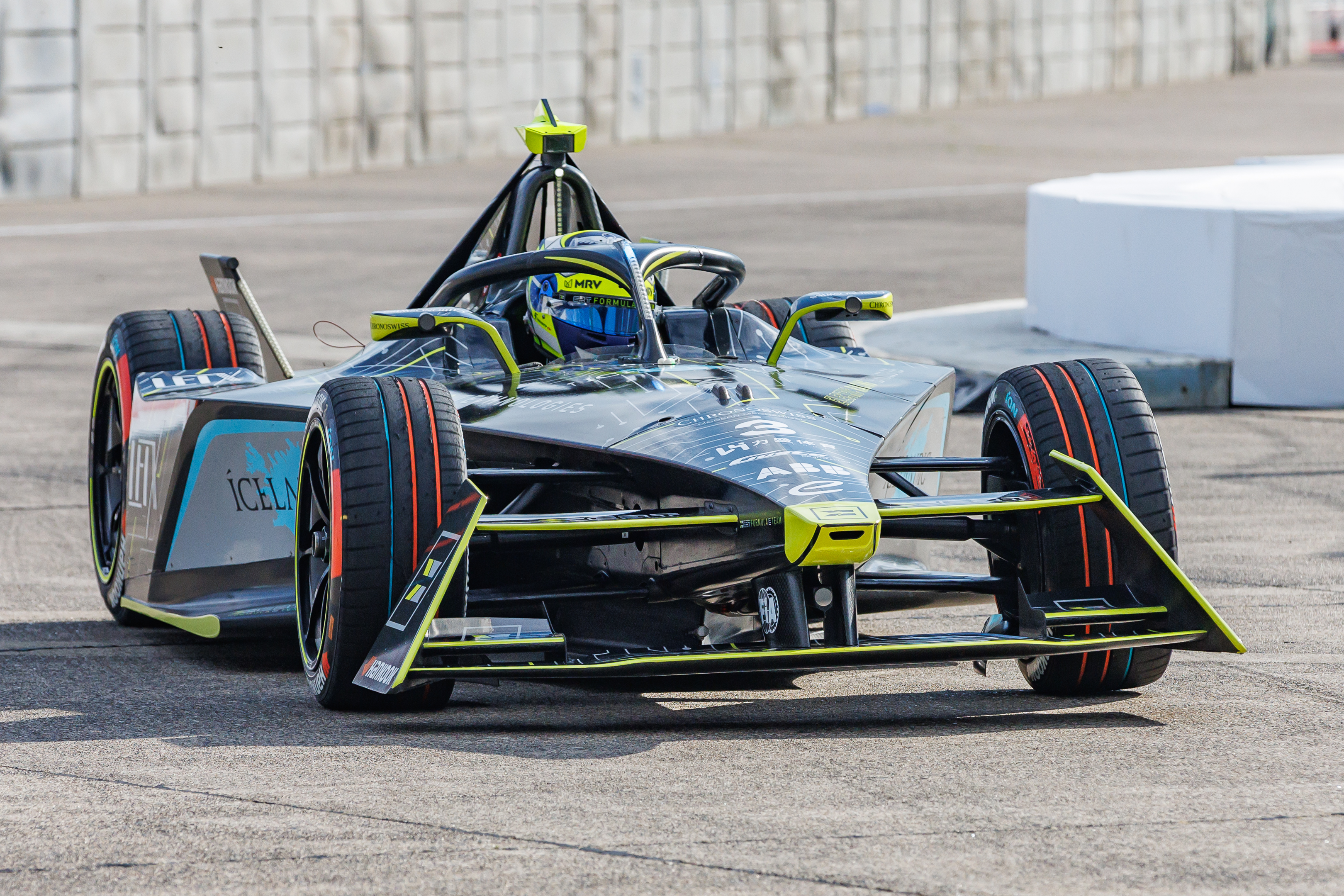
Sette Câmara no ePrix de Berlim

Ele permaneceu com a equipe, que foi rebatizada como ERT Formula E Team, para a disputa da temporada de 2023–24. O brasileiro pontuou em apenas três etapas, tendo como melhor resultado um sexto lugar na corrida 2 de Misano e finalizando a temporada com 11 pontos, na vigésima colocação. Apesar de não ter largado na rodada da Cidade do México e de ter sido desclassificado em São Paulo, Sette Câmara tinha se mostrado um pouco mais consistente do que Ticktum, que só pontuou em uma etapa, mas foi justamente esse resultado que fez o britânico superar o brasileiro no campeonato de pilotos, já que seu quarto lugar na corrida 1 de Misano o colocou com um ponto de vantagem para Sette Câmara.
Ao final da temporada, a ERT mudou de donos, passando a se chamar Kiro Race Co e formando parceria com a Porsche. Ticktum se garantiu em uma das vagas por ter ajudado a equipe a se associar com a montadora alemã, e Sette Câmara chegou a negociar uma renovação, enquanto também tentava uma vaga em outras equipes, mas a Kiro decidiu colocar o alemão David Beckmann, que era piloto de desenvolvimento da Porsche e participou da sessão de testes em Jarama, na segunda vaga, deixando Sette Câmara sem assento para 2024–25.

#### Nissan
Em 3 de dezembro de 2024, foi anunciado que Sette Câmara seria o novo piloto de testes da Nissan. Em 10 de junho de 2025, a equipe confirmou que o brasileiro disputaria o ePrix de Berlim como substituto de Norman Nato, que tinha compromissos no Mundial de Endurance. Na corrida 1, Sérgio enfrentou dificuldades com a pista úmida e escorregadia, saindo do vigésimo lugar. Durante a prova, ele provocou um acidente com Beckmann, causando o abandono do alemão, e o mineiro foi punido com dez segundos, mesmo assim, ele terminou na décima quinta colocação. Durante os treinos da corrida 2, Sette Câmara foi punido com a perda de três posições no grid por excesso de velocidade no pit lane. Ele largou em vigésimo primeiro, mas usou de estratégia para terminar em décimo lugar, pontuando em seu breve retorno à categoria.

### Turismo
Sette Câmara tinha se aventurado no turismo em 2021, ao correr na etapa de Goiânia da Porsche Cup ao lado de Pedro Boesel. Em 2024, o mineiro voltou a correr no turismo, ao participar do GT World Challenge Europe Endurance Cup na etapa de Monza. Ele competiu pela equipe Boutsen VDS Motorsport ao lado de Maximilian Götz e Thomas Druet, com o trio ficando na sexta colocação.

### Corridas de resistência
Em 27 de fevereiro de 2025, foi anunciado que Sette Câmara disputaria a European Le Mans Series, pilotando o Oreca 07 nº 27 da Nielsen Racing ao lado de Tony Wells e James Allen na classe LMP2. Seu trio obteve a primeira vitória do ano nas 4 Horas de Le Castellet.

## Resultados na carreira

### Sumário
| Temporada | Categoria                               | Equipe                    | Corridas                | Vitórias                | Poles                   | V.M.R.                  | Pódios                  | Pontos                  | Class.                  |
| --------- | --------------------------------------- | ------------------------- | ----------------------- | ----------------------- | ----------------------- | ----------------------- | ----------------------- | ----------------------- | ----------------------- |
| 2014      | Fórmula 3 Brasil                        | Cesário F3                | 10                      | 0                       | 1                       | 2                       | 3                       | 45                      | 7º                      |
| 2014      | Fórmula 3 Europeia                      | EuroInternational         | 3                       | 0                       | 0                       | 0                       | 0                       | 0                       | NC†                     |
| 2015      | Fórmula 3 Europeia                      | Motopark                  | 33                      | 0                       | 0                       | 0                       | 2                       | 57,5                    | 14º                     |
| 2015      | Fórmula 3 Master                        | Motopark                  | 1                       | 0                       | 0                       | 0                       | 1                       | N/A                     | 3º                      |
| 2015      | Grande Prêmio de Macau                  | Motopark                  | 1                       | 0                       | 0                       | 1                       | 0                       | N/A                     | 22º                     |
| 2015      | Toyota Racing Series                    | Giles Motorsport          | 7                       | 0                       | 0                       | 0                       | 0                       | 199                     | 20º                     |
| 2016      | Fórmula 3 Europeia                      | Motopark                  | 30                      | 0                       | 0                       | 1                       | 2                       | 117                     | 11º                     |
| 2016      | Fórmula 3 Master                        | Motopark                  | 1                       | 0                       | 0                       | 0                       | 1                       | N/A                     | 3º                      |
| 2016      | Grande Prêmio de Macau                  | Carlin                    | 1                       | 0                       | 0                       | 0                       | 1                       | N/A                     | 3º                      |
| 2016      | Formula 1                               | Scuderia Toro Rosso       | Piloto de teste         | Piloto de teste         | Piloto de teste         | Piloto de teste         | Piloto de teste         | Piloto de teste         | Piloto de teste         |
| 2017      | Formula 2                               | MP Motorsport             | 22                      | 1                       | 0                       | 0                       | 2                       | 47                      | 12°                     |
| 2017      | Grande Prêmio de Macau                  | Motopark                  | 1                       | 0                       | 0                       | 0                       | 0                       | N/A                     | 13º                     |
| 2018      | Fórmula 2                               | Carlin                    | 22                      | 0                       | 1                       | 1                       | 8                       | 164                     | 6º                      |
| 2019      | Fórmula 2                               | DAMS                      | 24                      | 2                       | 2                       | 3                       | 8                       | 204                     | 4º                      |
| 2019      | Formula 1                               | McLaren                   | Piloto de teste         | Piloto de teste         | Piloto de teste         | Piloto de teste         | Piloto de teste         | Piloto de teste         | Piloto de teste         |
| 2020      | Formula 1                               | AlphaTauri/Red Bull       | Piloto de teste/reserva | Piloto de teste/reserva | Piloto de teste/reserva | Piloto de teste/reserva | Piloto de teste/reserva | Piloto de teste/reserva | Piloto de teste/reserva |
| 2020      | Fórmula E                               | GEOX Dragon               | 6                       | 0                       | 0                       | 0                       | 0                       | 0                       | 27º                     |
| 2020–2021 | Fórmula E                               | Dragon / Penske Autosport | 15                      | 0                       | 0                       | 0                       | 0                       | 16                      | 22º                     |
| 2021      | Porsche All-Star Race Brasil            | N/A                       | 1                       | 0                       | 0                       | 0                       | 0                       | N/A                     | 6º                      |
| 2021–2022 | Fórmula E                               | Dragon / Penske Autosport | 15                      | 0                       | 0                       | 0                       | 0                       | 2                       | 20º                     |
| 2022–2023 | Fórmula E                               | NIO 333 Racing            | 16                      | 0                       | 0                       | 0                       | 0                       | 14                      | 20º                     |
| 2023–2024 | Fórmula E                               | ERT Formula E Team        | 16                      | 0                       | 0                       | 0                       | 0                       | 11                      | 20º                     |
| 2024      | GT World Challenge Europe Endurance Cup | Boutsen VDS Motorsport    | 1                       | 0                       | 0                       | 0                       | 0                       | 8                       | 23º                     |
| 2024–2025 | Fórmula E                               | Nissan Formula E Team     | 2                       | 0                       | 0                       | 0                       | 0                       | 1                       | 22º                     |
| 2025      | European Le Mans Series                 | Nielsen Racing            | 3                       | 1                       | 0                       | 1                       | 1                       | 35                      | 7º                      |

† Como Sette Câmara era piloto convidado, estava inapto a receber pontos.